# Byron Stevenson
William Byron Stevenson (* 7. September 1956 in Llanelli, Wales; † 6. September 2007 ebenda) war ein walisischer Fußballspieler.
Der Mittelfeldspieler, der aber auch als Abwehrspieler eingesetzt werden konnte, begann 1972 seine Fußballkarriere als Jugendlicher bei Leeds United. Bis 1981 blieb er diesem Verein treu und absolvierte 95 Liga-Spiele, in denen er vier Tore schoss. Danach spielte er vier Jahre bei Birmingham City. In 73 Liga-Spielen kam er dabei auf drei Tore. Seine Karriere klang aus bei den Bristol Rovers, für die er in der Saison 1985/86 spielte, 31 Mal auflief und drei Tore erzielte. 
Für das Nationalteam von Wales kam er von 1978 bis 1982 auf fünfzehn Länderspieleinsätze. Darüber hinaus verzeichnete er diverse Jugendeinsätze. Stevenson wurde bekannt, als er 1979 in einem EM-Qualifikationsspiel vom Platz gestellt wurde, nachdem er seinem türkischen Gegenspieler das Jochbein zertrümmert hatte. Ihm wurde daraufhin eine viereinhalbjährige Sperre für EM-Spiele auferlegt, was ihn weitere Länderspieleinsätze gekostet haben dürfte. 
Stevenson starb am Vortag seines 51. Geburtstags an einer Krebserkrankung. Anlässlich des EM-Qualifikationsspiels Wales – Deutschland am 8. September 2007 in Cardiff wurde ihm zu Ehren eine Schweigeminute eingelegt. 